# Peter Syv

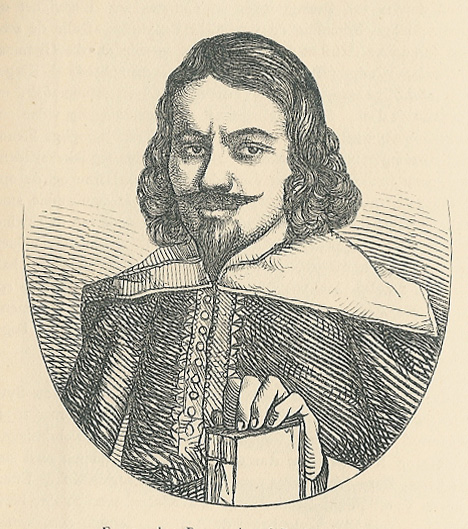
Porträt von Peder Syv

Peter Petersen Syv (* 22. Februar 1631 in Syv bei Roskilde; † 17. Februar 1702 in  Hellested) war ein dänischer Philologe.
Syv stammte aus einem alteingesessenen wohlhabendem Bauerngeschlecht. Er studierte unter anderem Pädagogik und Theologie und wirkte nach erfolgreichem Abschluss dieses Studiums als Lehrer und Pastor.
Syv debütierte 1663 mit den Abhandlungen über seine Muttersprache („Nogle betenkninger om det Cimbriske Sprog“ und „Den danske Sprog-Kunst eller Grammatica“). Als Sammler und Bewahrer von Volkskunst legte Syv ein Fundament, auf dem alle seine Nachfolger aufbauen konnten. Das „Hundredvisebog“ von Andersen Sørensen Vedel konnte Syv auf Grund seiner Forschungen ebenfalls erweitern.
Im Alter von nahezu 71 Jahren starb Peter Syv am 17. Februar 1702 in Hellested.

## Veröffentlichungen (Auswahl)
- Nogle betenkninger om det Cimbriske Sprog (1663) Digitalisat
- Den danske Sprog-Kunst eller Grammatica (1633) Digitalisat Auflage von 1685
- Almindelige Danske Ordsprog og korte lærdomme (1682/1688)